# Regionalliga West 2014-15
La temporada 2014/15 de la Regionalliga West fue la 15.ª edición de la Cuarta División de Alemania. La fase regular comenzó a disputarse el 1 de agosto de 2014 y terminó el 24 de mayo de 2015.

## Sistema de competición
Participaron en la Regionalliga West 18 clubes que, siguiendo un calendario establecido por sorteo, se enfrentaron entre sí en dos partidos, uno en terreno propio y otro en campo contrario. El ganador de cada partido obtuvo tres puntos, el empate otorgó un punto y la derrota, cero puntos.
El torneo se disputó entre los meses de agosto de 2014 y mayo de 2015. Al término de la temporada, el primero clasificado jugó un partido de Play-Off contra otro campeón de otra Regionalliga mediante sorteo y el ganador ascendió a la 3. Liga de la próxima temporada. EL equipo que termine en el puesto 16 jugará un partido ida y vuelta por la permanencia, los dos últimos descendieron a la Oberliga.

## Clubes participantes
| Club                        | Ciudad            | Estadio                        | Aforo  |
| --------------------------- | ----------------- | ------------------------------ | ------ |
| 1. FC Köln II               | Colonia           | Franz-Kremer-Stadion           | 5.457  |
| Alemannia Aachen            | Aquisgrán         | New Tivoli Stadion             | 32.960 |
| Borussia Mönchengladbach II | Mönchengladbach   | Grenzlandstadion               | 10.000 |
| FC Hennef 05                | Hennef            | Stadion im Sportzentrum Hennef | 8.000  |
| FC Kray                     | Essen             | KrayArena                      | 2.000  |
| FC Schalke 04 II            | Bottrop           | Jahnstadion                    | 1.543  |
| FC Viktoria Köln            | Colonia           | Sportpark Höhenberg            | 12.000 |
| Fortuna Düsseldorf II       | Düsseldorf        | Paul-Janes-Stadion             | 7.150  |
| KFC Uerdingen 05            | Krefeld           | Grotenburg-Stadion             | 34.500 |
| Rot-Weiß Oberhausen         | Oberhausen        | Stadion Niederrhein            | 21.318 |
| Rot-Weiss Essen             | Essen             | Stadion Essen                  | 20.650 |
| SC Verl                     | Verl              | Stadion an der Poststraße      | 5.001  |
| SC Wiedenbrück 2000         | Rheda-Wiedenbrück | Jahnstadion                    | 4.000  |
| SG Wattenscheid 09          | Bochum            | Lohrheidestadion               | 16.233 |
| Sportfreunde Lotte          | Lotte             | connectM-Arena                 | 7.474  |
| Sportfreunde Siegen         | Siegen            | Leimbachstadion                | 18.716 |
| SV Rödinghausen             | Rödinghausen      | Häcker Wiehenstadion           | 2.489  |
| VfL Bochum II               | Bochum            | Lohrheidestadion               | 16.233 |

## Clasificación
- Actualizado el 23 de mayo de 2015

|  |     | Equipo                      | PJ | PG | PE | PP | GF | GC | DG  | PTS |
|  | --- | --------------------------- | -- | -- | -- | -- | -- | -- | --- | --- |
|  | 1.  | Borussia Mönchengladbach II | 34 | 21 | 6  | 7  | 77 | 43 | +34 | 69  |
|  | 2.  | Alemannia Aachen            | 34 | 19 | 11 | 4  | 56 | 20 | +36 | 68  |
|  | 3.  | FC Viktoria Köln            | 34 | 19 | 9  | 6  | 70 | 29 | +41 | 66  |
|  | 4.  | Rot-Weiss Essen             | 34 | 16 | 9  | 9  | 59 | 37 | +22 | 57  |
|  | 5.  | Rot-Weiß Oberhausen         | 34 | 15 | 12 | 7  | 54 | 37 | +17 | 57  |
|  | 6.  | SC Verl                     | 34 | 15 | 9  | 10 | 53 | 32 | +21 | 54  |
|  | 7.  | Sportfreunde Lotte          | 34 | 13 | 15 | 6  | 55 | 35 | +20 | 54  |
|  | 8.  | SV Rödinghausen             | 34 | 14 | 7  | 13 | 48 | 44 | +4  | 49  |
|  | 9.  | Fortuna Düsseldorf II       | 34 | 14 | 7  | 13 | 39 | 52 | -13 | 49  |
|  | 10. | Colonia II                  | 34 | 11 | 9  | 14 | 38 | 47 | -9  | 42  |
|  | 11. | FC Schalke 04 II            | 34 | 10 | 11 | 13 | 38 | 41 | -3  | 41  |
|  | 12. | SC Wiedenbrück 2000         | 34 | 11 | 7  | 16 | 39 | 54 | -15 | 40  |
|  | 13. | FC Kray                     | 34 | 9  | 12 | 13 | 38 | 60 | -22 | 39  |
|  | 14. | SG Wattenscheid 09          | 34 | 11 | 6  | 16 | 38 | 62 | -24 | 39  |
|  | 15. | KFC Uerdingen 05            | 34 | 8  | 10 | 16 | 34 | 63 | -29 | 34  |
|  | 16. | Bochum II                   | 34 | 8  | 6  | 20 | 46 | 58 | -12 | 30  |
|  | 17. | Sportfreunde Siegen         | 34 | 7  | 9  | 18 | 33 | 56 | -23 | 30  |
|  | 18. | FC Hennef 05                | 34 | 3  | 9  | 22 | 26 | 80 | -54 | 18  |

| Legende |                                                           |
|         | Clasifica para el Play-Off de ascenso por 3. Liga 2015/16 |
|         | Posible descenso a Oberliga 2015/16                       |
|         | Desciende a Oberliga 2015/16                              |

## Cuadro de resultados
| Local / Visitante           | FCK | AaA | MON | FCH | KRA | SCH | VTK | FTD | KFC | RWO | RWE | SCV | WIE | W09 | SPL | SPS | SVR | BCH |
| --------------------------- | --- | --- | --- | --- | --- | --- | --- | --- | --- | --- | --- | --- | --- | --- | --- | --- | --- | --- |
| 1. FC Köln II               | -   | 2:2 | 2:1 | 4:0 | 0:1 | 1:4 | 1:1 | 1:1 | 1:0 | 1:1 | 0:1 | 0:2 | 0:0 | 2:1 | 3:0 | 0:0 | 0:1 | 4:2 |
| Alemannia Aachen            | 1:0 | -   | 2:0 | 3:1 | 1:1 | 3:1 | 0:1 | 3:0 | 2:1 | 0:0 | 1:0 | 2:0 | 2:1 | 3:0 | 1:1 | 2:1 | 3:0 | 2:1 |
| Borussia Mönchengladbach II | 5:1 | 1:1 | -   | 4:3 | 2:1 | 2:1 | 2:1 | 4:1 | 4:0 | 1:2 | 1:0 | 3:2 | 3:0 | 3:0 | 2:2 | 1:0 | 0:1 | 2:1 |
| FC Hennef 05                | 1:0 | 1:1 | 1:6 | -   | 2:3 | 0:0 | 0:4 | 0:2 | 3:1 | 0:1 | 0:4 | 1:3 | 0:1 | 1:2 | 1:6 | 1:2 | 0:0 | 0:8 |
| FC Kray                     | 1:1 | 1:0 | 0:4 | 2:2 | -   | 1:0 | 1:1 | 1:1 | 1:2 | 0:0 | 4:2 | 1:1 | 1:3 | 2:1 | 2:2 | 1:0 | 0:0 | 3:2 |
| FC Schalke 04 II            | 1:1 | 1:0 | 2:1 | 1:1 | 2:0 | -   | 0:4 | 1:2 | 2:0 | 1:0 | 1:1 | 1:4 | 1:2 | 1:1 | 0:0 | 1:1 | 4:1 | 0:1 |
| FC Viktoria Köln            | 4:0 | 0:1 | 3:1 | 3:1 | 5:4 | 1:0 | -   | 3:1 | 4:1 | 1:2 | 0:0 | 2:0 | 2:0 | 2:0 | 1:1 | 5:0 | 5:0 | 0:0 |
| Fortuna Düsseldorf II       | 3:1 | 0:4 | 3:3 | 0:0 | 1:1 | 1:1 | 0:3 | -   | 2:0 | 0:3 | 2:3 | 2:0 | 1:1 | 1:3 | 0:3 | 1:0 | 2:1 | 1:0 |
| KFC Uerdingen 05            | 0:0 | 1:1 | 0:3 | 2:1 | 2:2 | 1:1 | 1:1 | 0:1 | -   | 1:1 | 0:0 | 0:0 | 1:1 | 1:3 | 0:4 | 3:0 | 3:2 | 1:1 |
| Rot-Weiß Oberhausen         | 2:0 | 0:0 | 2:2 | 3:0 | 3:2 | 1:1 | 3:2 | 3:1 | 1:2 | -   | 1:0 | 1:1 | 4:0 | 0:1 | 0:1 | 2:1 | 3:1 | 2:3 |
| Rot-Weiss Essen             | 1:2 | 1:1 | 2:2 | 1:3 | 0:1 | 1:0 | 2:1 | 3:0 | 5:0 | 4:4 | -   | 1:1 | 3:2 | 6:0 | 1:1 | 2:1 | 0:3 | 1:0 |
| SC Verl                     | 0:1 | 0:0 | 1:2 | 1:0 | 5:0 | 1:0 | 1:2 | 0:1 | 5:0 | 3:0 | 1:0 | -   | 2:2 | 4:3 | 1:0 | 0:0 | 2:2 | 3:1 |
| SC Wiedenbrück 2000         | 1:2 | 1:0 | 0:1 | 1:1 | 4:0 | 0:2 | 3:2 | 1:2 | 3:1 | 0:2 | 0:3 | 1:0 | -   | 2:1 | 0:1 | 2:3 | 1:1 | 1:0 |
| SG Wattenscheid 09          | 5:1 | 0:1 | 2:3 | 3:1 | 3:0 | 1:1 | 0:1 | 0:2 | 0:4 | 2:2 | 0:3 | 0:1 | 2:0 | -   | 1:0 | 1:1 | 2:1 | 0:2 |
| Sportfreunde Lotte          | 2:1 | 2:2 | 2:2 | 0:0 | 4:1 | 1:0 | 1:1 | 1:2 | 1.2 | 0:1 | 1:1 | 1:1 | 1:1 | 4:1 | -   | 1:0 | 1:1 | 1:0 |
| Sportfreunde Siegen         | 1:0 | 0:7 | 0:2 | 0:0 | 0:0 | 2:3 | 1:3 | 3:0 | 3:1 | 1:1 | 1:3 | 0:2 | 1:0 | 1:2 | 3:3 | -   | 1:2 | 2:3 |
| SV Rödinghausen             | 0:1 | 0:3 | 3:1 | 3:0 | 1:0 | 3:1 | 1:1 | 1:0 | 3:0 | 3:2 | 0:1 | 2:0 | 7:1 | 0:0 | 1:2 | 0:2 | -   | 1:2 |
| VfL Bochum II               | 1:4 | 0:1 | 1:3 | 5:0 | 4:0 | 1:2 | 0:0 | 0:2 | 1:2 | 1:1 | 2:3 | 0:5 | 1:3 | 1:1 | 0:4 | 1:1 | 0:2 | -   |

### Campeón
| Bandera de Renania del Norte-Westfalia                                             |
| Borussia Mönchengladbach II 1.er Título Clasifica a la eliminatoria por la 3. Liga |

## Eliminatoria de ascenso
| 27 de mayo de 2015, 19:00 | Werder Bremen II | 0:0     | Borussia Mönchengladbach II | Weserstadion Platz 11, Bremen                         |                                                       |
|                           |                  | Reporte |                             | Asistencia: 3.785 espectadores Árbitro(s): René Rohde | Asistencia: 3.785 espectadores Árbitro(s): René Rohde |

| 31 de mayo de 2015, 14:00 | Borussia Mönchengladbach II | 0:2 (0:0; 0:0) (t. s.)(0:2 t. s.) | Werder Bremen II                 | Borussia-Park, Mönchengladbach                            |                                                           |
|                           |                             | Reporte                           | P. Mainka 109' · L. Ayçiçek 118' | Asistencia: 10.217 espectadores Árbitro(s): Robert Kampka | Asistencia: 10.217 espectadores Árbitro(s): Robert Kampka |

## Goleadores
- Actualizado el 30 de mayo de 2015

| Pos. | Jugador             | Equipo                      |    | Partidos | Media | Penalti |
| ---- | ------------------- | --------------------------- | -- | -------- | ----- | ------- |
| 1°   | Jesse Weißenfels    | Sportfreunde Lotte          | 20 | 33       | 0.60  | 1       |
| 2°   | Mike Wunderlich     | FC Viktoria Köln            | 18 | 34       | 0.52  | 5       |
| 3°   | Giuseppe Pisano     | Borussia Mönchengladbach II | 16 | 30       | 0.53  | 0       |
| 4°   | Simon Engelmann     | SC Verl                     | 16 | 34       | 0.47  | 0       |
| 5°   | David Jansen        | Rot-Weiß Oberhausen         | 14 | 29       | 0.48  | 0       |
| 6°   | Fabian Graudenz     | Alemannia Aachen            | 14 | 33       | 0.42  | 0       |
| 7°   | Marlon Ritter       | Borussia Mönchengladbach II | 13 | 32       | 0.40  | 0       |
| 8°   | Hamadi Al Ghaddioui | SC Verl                     | 12 | 27       | 0.44  | 4       |
| 9°   | Fatih Candan        | FC Viktoria Köln            | 11 | 15       | 0.73  | 0       |
| 10°  | Aliosman Aydin      | KFC Uerdingen 05            | 11 | 27       | 0.40  | 1       |